# Довбуш (футбольный клуб)
«Довбуш» (укр. Український Спортовий Клуб «Довбуш», рум. Dovbuș Cernăuți) — украинский футбольный клуб из города Черновцы, основанный в 1920 году. Участник чемпионата Украины среди любительских команд сезонов 2020/21 и 2021/22.

## История

### Основание и первые годы
В первые десятилетия XX века иностранными энтузиастами в Черновцах был создан ряд футбольных клубов, участвовавших в местном чемпионате, среди которых наиболее известными являются «Deutscher Fußballklub» (DFK; впоследствии был переименован в «Ян»), румынский «Драгош Водэ», еврейские «Хакоах» и «Маккаби», польская «Полония» и другие.
5 сентября 1920 года члены Украинского академического казачества «Запороже» создали Украинский Спортивный Клуб «Довбуш». Футбольная дружина удачно выступила в Кубке Черновцов 1922 года. На предварительном этапе команды соревновались в двух группах, а победители выходили в финал. В финальной встрече сошлись «Довбуш» и «Маккаби», украинцы по итогам матча одержали уверенную победу со счетом 3:1.
Учреждение клуба состоялось при активном участии известного общественного деятеля Дмитрия Губки-Безбородко. Общество получило название «Украинское Спортивное общество „Довбуш“». Председателем новообразованного объединения избрали доктора Франца Енджейовского, многолетнего члена УАК «Запороже».
На протяжении 1925—1928 годов команда была регулярным участником главного кубкового турнира Западной Украины.
В 1931 году название УСТ «Довбуш» было изменено на УСК «Довбуш», а уже в следующем году коллектив принял участие в первом в истории розыгрыше чемпионата Западной Украины.
В 1940 году клуб был расформирован по решению советских властей

### Возрождение
В 2018 году клуб был возрожден и начал выступать на любительском уровне Команду возглавил Виталий Куница. В сезоне 2019 года клуб занял шестое место в соревнованиях Первой лиги чемпионата Черновицкой области по футболу. В сентябре 2018 года команда выиграла товарищеский турнир памяти экс — игрока киевского «Динамо» и сборной Украины по футболу Андрея Гусина
С 2020 года «Довбуш» выступает в Суперлиге областного чемпионата и одновременно в чемпионате Украины среди любителей

## Достижения
Чемпионат Черновицкой области
- Чемпион (2): 2020, 2021

Кубок Черновицкой области
- Обладатель (1): 2021

Суперкубок Черновицкой области
- Обладатель (1): 2021

## Стадион
Домашние матчи клуб проводит на стадионе «Хет-трик Арена» и в спортивном комплексе «Олимпия» в Черновцах, вмещающих 400 и 850 зрителей соответственно